# The Toronto Drug Bust
The Toronto Drug Bust je mednarodna glasbena zasedba, ki povezuje mesta London, Ljubljano in Helsinke.

## Biografija

### Začetek
Projekt The Toronto Drug Bust (takrat še brez imena) se je rodil poleti 2007 v Londonu, kjer so v studiu posneli okoli 11 avtorskih pesmi. Pobudniki so bili Izak Košir, Neil Leyton in Rich Ragany. Zaradi drugačnih idejnih vidikov in Leytonovega odhoda v Lizbono , je TDB v letu 2008 dobil nov zalet s sodelovanjem Izaka Koširja in finskega producenta ter člana skupine Turku Romantic Movement Ramija Helina. Na glasbenike je najbolj vplivala glasba tako imenovane britanske invazije, blues, glam rock prve polovice sedemdesetih in sodobnejši ritmi. Med svoje vplive štejejo imena, kot so David Bowie, The Rolling Stones, Nick Cave, The Velvet Underground in drugi. 

### Snemanje albuma
Debitantski album Enfant Terrible je idejni vodja, vokalist in avtor pesmi Izak Košir, posnel večinoma v Ljubljani (avgust 2008) v Studiu Garbage. Pesmi je produciral Rami Helin, ki je nato album kasneje na Finskem tudi zmiksal. Pri snemanju so sodelovali še: kitarist Tadej Košir (Neomi, Neisha, Zlatko), bobnar Martin Janežič - Buco (Sausages, Tribute 2 Love), basist Nejc Kržič, bobnar Žiga Kožar, vokalistka Kate Hosking (Terrafolk), tonski mojster Drago Popović, kitarist Mišo Drobež (General Musashi) in drugi.

### Ameriška založba, slovenska zasedba in nominacija
Oktobra 2010 TDB so podpisali pogodbo z ameriško založbo Cauldron Soundwerx, ki album Enfant Terrible trži prek ponudnikov, kot so iTunes, Amazon.com in CD Baby. Novembra 2010 so naznanili domačo zasedbo, ki je koncertirala po Sloveniji: Izak Košir (vokal), Vid Polončič-Ruparčič (kitara), Tamir Gostiša (kitara), Jernej Kržič - Nietzsche (bas) in Dorian Granda (bobni). TDB so bili novembra 2010 kot edina slovenska zasedba med nominiranci za nagrade mednarodnega portala Somojo in sicer za najboljši rock bend in skupino leta (vir:  Arhivirano 2018-01-08 na Wayback Machine.), v prvi kategoriji so tudi zmagali. Kasneje so nastopili na vseh večjih festivalih v regiji: Exit, Sziget, Rock Otočec, Terraneo in Waves Vienna, glasbeni oder pa so si delili že s svetovno priznanimi imeni, kot so The Subways, The Kooks, Editors and The Wombats. Septembra leta 2013 so nastopili v radijski oddaji Izštekani na Valu 202, kjer so predstavili tudi nekaj novih avtorskih skladb. 

## Diskografija
- Enfant Terrible (Sedvex Records, 2010)
- Live From Helsinki (Front Rock / Subkulturni Azil, vinyl release only, 2012)
- refixxed (Simobil, digital release only, 2013)
- Projekt R.E.M. – Čista energija glasbe (kompilacija, The Toronto Drug Bust prispevali skladbo Man on the Moon, 2012)

- Naslovnica albuma Enfant Terrible (Sedvex Records, 2010)

## Stalni člani
Izak Košir (avtor pesmi, vokal, kitara), rojen v Ljubljani 24. avgusta 1983.
Kot glasbenik je sodeloval z zasedbami Moonlight Sky, General Musashi in Oko. Za kratki film Rezka Burleska (Sally Slapstick) sta z Andražem Kržičem leta 2005 prejela posebno nagrado žirije na filmskem festivalu FF 600 . Kot igralec je v glavni vlogi nastopil tudi v filmu Matica Grgiča z naslovom 10 minut proti celemu življenju (2007). Od leta 2003 do leta 2006 je delal kot samostojni booking agent in organizator koncertov, med letoma 2005 in 2006 pa tudi pod okriljem avstrijske agencije InkMusic. Od leta 2007 do leta 2014 je kot novinar dela v medijski hiši Žurnal media, kjer je bil področni urednik (kultura, informacijske tehnologije), novinar in dolgoletni tedenski kolumnist. Od leta 2014 piše za časopis Dnevnik in (kot glasbeni kritik) za strokovno spletno glasbeno revijo Odzven. Novembra leta 2014 pa je lansiral prvi slovenski mobilni tednik Torek ob petih, ki mu tudi urednikuje. V sezoni 2011/2012 je na nacionalni televiziji TV Slovenija vodil oddajo VideoZid. V sezonah 2013/2014 in 2014/2015 je član stalne strokovne žirije prve lige dijaških bendov Špil liga Arhivirano 2015-05-18 na Wayback Machine., ki vsak mesec poteka v Kinu Šiška.
Rami Helin (producent, kitara) je nekdanji član finske zasedbe Turku Romantic Movement in aktualni član skupine Huuto. Kot producent se je podpisal pod številne albume, od slovenskih pa je zmiksal tudi debitantski album skupine Neomi. 
Vid Polončič Ruparčič (kitara), Tamir Gostiša (kitara), Dorian Granda (bobni) in Jernej Kržič (bas) so člani stalne slovenske koncertne zasedbe od leta 2010.